# 제너럴즈 도터
《제너럴즈 도터》(영어: The General's Daughter)는 2019년 방영된 필리핀의 드라마이다. 엔젤 록신 주연의 2019년 필리핀 액션 드라마 TV 시리즈이다. 이 시리즈는 2019년 1월 21일부터 10월 4일까지 ABS-CBN의 프라임타임 비다(Primetime Bida) 저녁 블록과 더 필리피노 채널을 통해 전 세계적으로 방영되었으며 지금과 영원히 (2018년 드라마)을 대체하고 스타를라로 대체되었다.

## 같이 보기
- ABS-CBN의 텔레비전 드라마 목록